# 1024. grenadirski polk (Wehrmacht)
1024. grenadirski polk (izvirno nemško 1024. Grenadier-Regiment; kratica 1024. GR) je bil pehotni polk Heera v času druge svetovne vojne.

## Zgodovina
Polk je bil ustanovljen 20. novembra 1943  kot okrepljen grenadirski polk; 15. januarja 1944 so polk uporabili za ustanovitev 1053. grenadirskega polka.